# Lavinia Braniște
Lavinia Braniște (n. 1983, Brăila, România) este o prozatoare, traducătoare română și scriitoare pentru copii. 

## Biografie
Lavinia Braniște a crescut în Brăila. A studiat limbi străine și literatură în Cluj-Napoca și în București. Lucrează ca traducător de cărți pentru copii. 
În 2006, și-a publicat primul volum de poezie, iar în 2016, i-a apărut primul roman, Interior zero, care a fost distins cu premiul Nepotu’ lui Thoreau și-a avut un considerabil succes de public, în ciuda unei recepții critice ambivalente. Au urmat alte două romane, Sonia ridică mâna (2019) și Mă găsești când vrei (2021), ambele publicate la editura Polirom.
Prima cartea pentru copii este publicată în 2016 cu titlul Rostogol merge acasă. Cartea deschide seria Rostogol care cuprinde alte patru volume. Despre Rostogol merge acasă publicația White Ravens spune: „În povestea sa rapidă și plină de umor despre comunitatea animalelor, Lavinia Braniște (n. 1983) examinează și temerile, dorințele și comportamentele tipice oamenilor. În țara sa natală, Lavinia Braniște se numără printre cele mai promițătoare noi voci literare.” Iar despre cartea sa pentru copii Melcușorul, aceeași publicație remarcă: „În această carte, Braniște abordează un subiect care are o tristă actualitate în multe țări din Europa de Est, inclusiv în România și Moldova: „euro-orfanii”. Aceștia sunt copii care sunt lăsați în urmă de părinți atunci când aceștia migrează în alte țări ale UE pentru a munci și care, ca urmare, cresc în grija bunicilor. Într-un mod blând, dar tranșant, Braniște și Neacșu spun povestea unui mic melc care trăiește într-o grădină de caise cu bunicul său.”

## Opere

### Poezie
- Povești cu mine. Poezii. Pitești: Paralela 45, 2006

### Proză
- Cinci minute pe zi. București: Casa de Pariuri Literare, 2011
- Escapada. Povestiri. Iași: Polirom, 2014
- Interior zero. Roman. 2016 ISBN: 978-973-46-6321-7
- Sonia ridică mâna. Roman. 2019[10] ISBN: 978-973-46-7972-0
- Mă găsești când vrei. Roman.  2020. ISBN: 978-973-46-8653-7
- Camping, Editura Polirom, Colecție: Ego. Proză, 2025, ISBN: 978-630-344-150-4

### Literatură pentru copii
- Rostogol merge acasă. Editura Arthur. Ilustrații de Andrei Măceșanu,  2016, ISBN: 9786067889666
- Rostogol păzește pepenii. Editura Arthur. Ilustrații de Andrei Măceșanu, 2017. ISBN: 9786067881684
- Rostogol și vulcanii noroioși. Editura Arthur. Ilustrații de Andrei Măceșanu, 2018.  ISBN: 9786067883664
- Anatol și Gregor la aeroport, ilustrații de Oana Ispir, editura Arthur, 2018. ISBN 978-606-788-447-0
- Duminică și alte povestiri cu Iosifel, ilustrații de Oana Ispir, editura Arthur, 2019. ISBN 978-606-788-637-5
- Melcușorul, ilustrații de Veronica Neacșu. Chișinău: Editura Cartier, 2019. ISBN 978-9975-86-253-0
- Evadarea lui Moș Columb, ilustrații de Irina Dobrescu, editura Cartier, 2020. ISBN 978-9975-86-431-2
- Rostogol iluzionist. Editura Arthur. Ilustrații de Andrei Măceșanu, 2021. ISBN: 9786067889697
- Sora lui Colăcel, ilustrații de Diana Grigore, editura Arthur, 2021. ISBN 978-606-086-433-2
- Laboratorul ghiduș al lui Chițibuș, ilustrații de Oana Ispir, editura Univers, 2021. ISBN 978-973-34-1315-8
- Jungla lui Toco, ilustrații de Anca Smărăndache, editura Cartier, 2022. ISBN 978-9975-86-564-7
- Fanfara lui Rostogol, ilustrații de Andrei Măceșanu, 2023. ISBN 978-630-321-079-7
- Cofetăria, ilustrații de Mihaela Paraschivu, editura Cartier, 2023. ISBN 978-9975-86-696-5

## Traduceri
- Tip Campbell: editura Cartea băieților: cum să supraviețuiești. 2008
- Charlaine Harris: Morți cu toții. 2009
- Mark Robson: Spioana imperială. 2009
- Kate DiCamillo: Miraculoasa călătorie a lui Edward Tulane. 2013
- David Walliams: Bunicuța hoțomană. 2013
- Henry Miller: Un diavol în paradis. 2013
- Ruth Stiles Gannett: Dragonul tatălui meu. 2014
- Kate DiCamillo: Flora și Ulise: aventurile iluminate. 2015
- Kevin Henkes: Anul lui Billy Miller. 2016
- Kate DiCamillo: Raymie nightingale. 2016

## Opere traduse
În 2018 la Târgului de Carte de la Leipzig Braniște a lansat  traducerea în germană a volumului Interior zero cu titlul Null Komma Irgendwas, în traducerea Manuelei Klenke. Al doilea volum tradus în germană al Laviniei Braniște a fost Sonia ridică mâna (Sonia meldet sich), publicat în 2021. Romanul Interior zero a fost tradus în polonă și, în 2022, în spaniolă.

## Premii și recunoaștere
- 2016 - premiul "Nepotul lui Thoreau" pentru cel mai bun roman românesc al anului, pentru romanul "Interior zero"[12]
- 2017 - cartea pentru copii Rostogol merge acasă este selectată Internationale Jugendbibliothek și inclusă în catalogul White Ravens[14].
- 2019 - cartea pentru copii Melcușorul este selectată Internationale Jugendbibliothek și inclusă în catalogul White Ravens[15].
- 2022  premiul la categoria Proză la Gala Premiilor Sofia Nădejde pentru Literatură Scrisă de Femei pentru romanul Mă găsești când vrei[16]
- 2024 - cartea pentru copii Fanfara lui Rostogol este selectată Internationale Jugendbibliothek și inclusă în catalogul White Ravens[17].